# Avernes

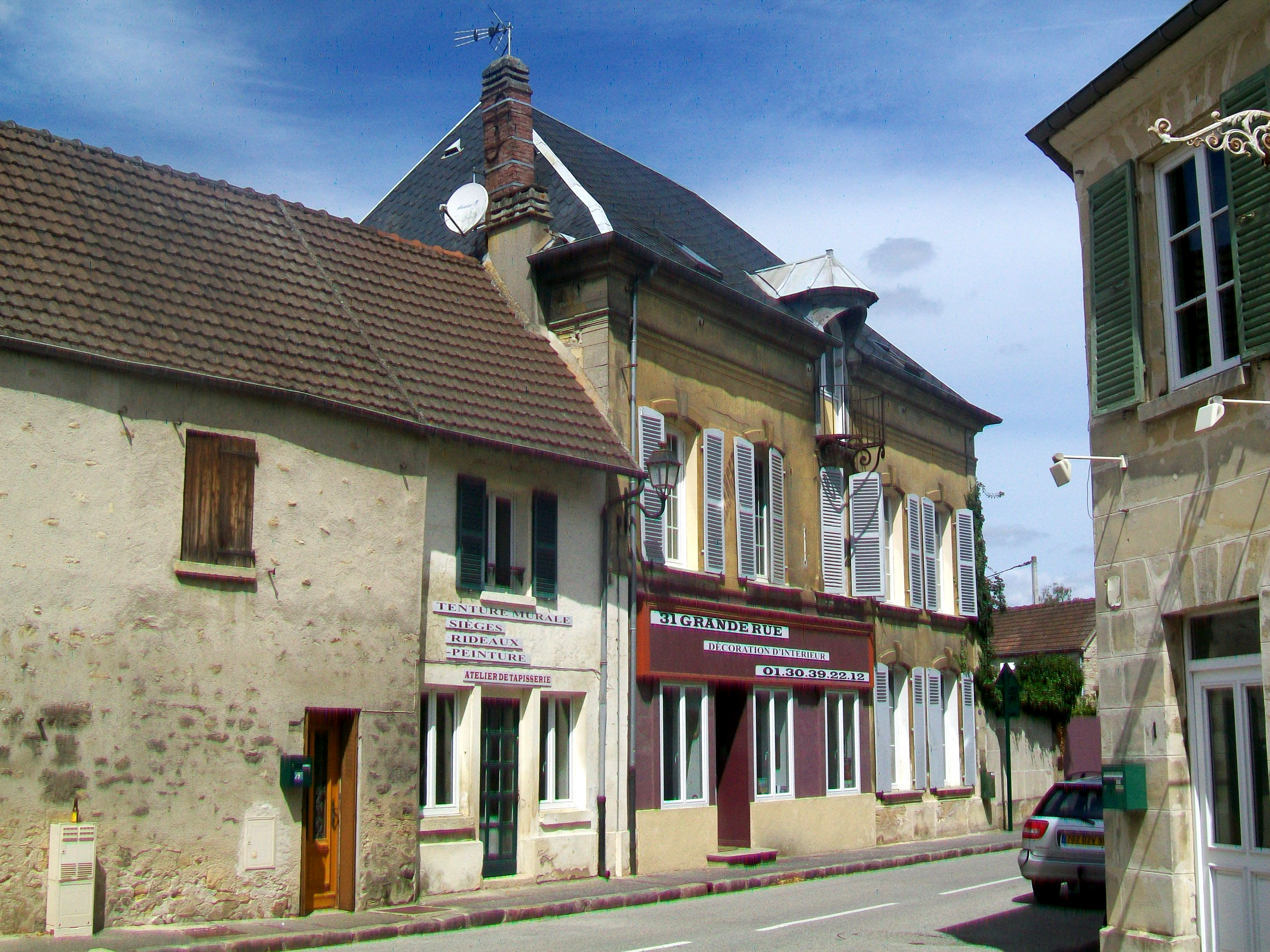
Grande Rue

Avernes [avɛʁn] ist eine französische Gemeinde mit 866 Einwohnern (Stand: 1. Januar 2022) im Département Val-d’Oise in der Region Île-de-France. Die Gemeinde gehört zum Arrondissement Pontoise und zum Kanton Vauréal (bis 2015: Kanton Vigny). Die Einwohner werden Avesnois genannt.

## Gliederung
| Ortsteil                    | ehemaliger INSEE-Code | Fläche (km²) | Höhenlage (m) | Einwohnerzahl (2013) |
| --------------------------- | --------------------- | ------------ | ------------- | -------------------- |
| Avernes (Verwaltungssitz)00 | 95040                 | 12,47        | 82–201        | 808                  |
| Gadancourt                  | 95259                 | 04,68        | 87–141        | 086                  |

## Geografie
Avernes liegt etwa 30 Kilometer nordwestlich von Paris im Vexin. Umgeben wird Avernes von den Nachbargemeinden Guiry-en-Vexin im Norden, Commeny im Nordosten, Théméricourt im Osten, Frémainville im Süden, Lainville-en-Vexin im Südwesten sowie Wy-dit-Joli-Village im Westen und Nordwesten.
Das Gemeindegebiet gehört zum Regionalen Naturpark Vexin français.

## Geschichte
Zum 1. Januar 2018 trat die vormals eigenständige Gemeinde Gadancourt der Gemeinde Avernes bei.

### Bevölkerungsentwicklung
| Gemeinde                  | Einwohnerzahlen (Census) |      |      |      |      |      |      |      |      |      |      |
| Gemeinde                  | 1962                     | 1968 | 1975 | 1982 | 1990 | 1999 | 2006 | 2008 | 2011 | 2013 | 2016 |
| ------------------------- | ------------------------ | ---- | ---- | ---- | ---- | ---- | ---- | ---- | ---- | ---- | ---- |
| Avernes                   | 477                      | 491  | 602  | 715  | 704  | 776  | 810  | 818  | 827  | 808  | 858  |
| Gadancourt                | 93                       | 84   | 53   | 46   | 61   | 76   | 101  | 104  | 93   | 86   | 858  |
| Avernes00                 | 570                      | 575  | 655  | 761  | 765  | 852  | 911  | 922  | 920  | 894  | 858  |
| Quelle: Cassini und INSEE |                          |      |      |      |      |      |      |      |      |      |      |

Die (Gesamt-)Einwohnerzahlen der Gemeinde Avernes wurden durch Addition der bis Ende 2017 selbständigen Gemeinde Gadancourt ermittelt.

## Sehenswürdigkeiten
- Kirche Saint-Lucien, erbaut ab dem 12. Jahrhundert, Monument historique seit 1945
- Mittelalterliche Schlossanlage mit Portal und Orangerie
- Mehrere Waschhäuser

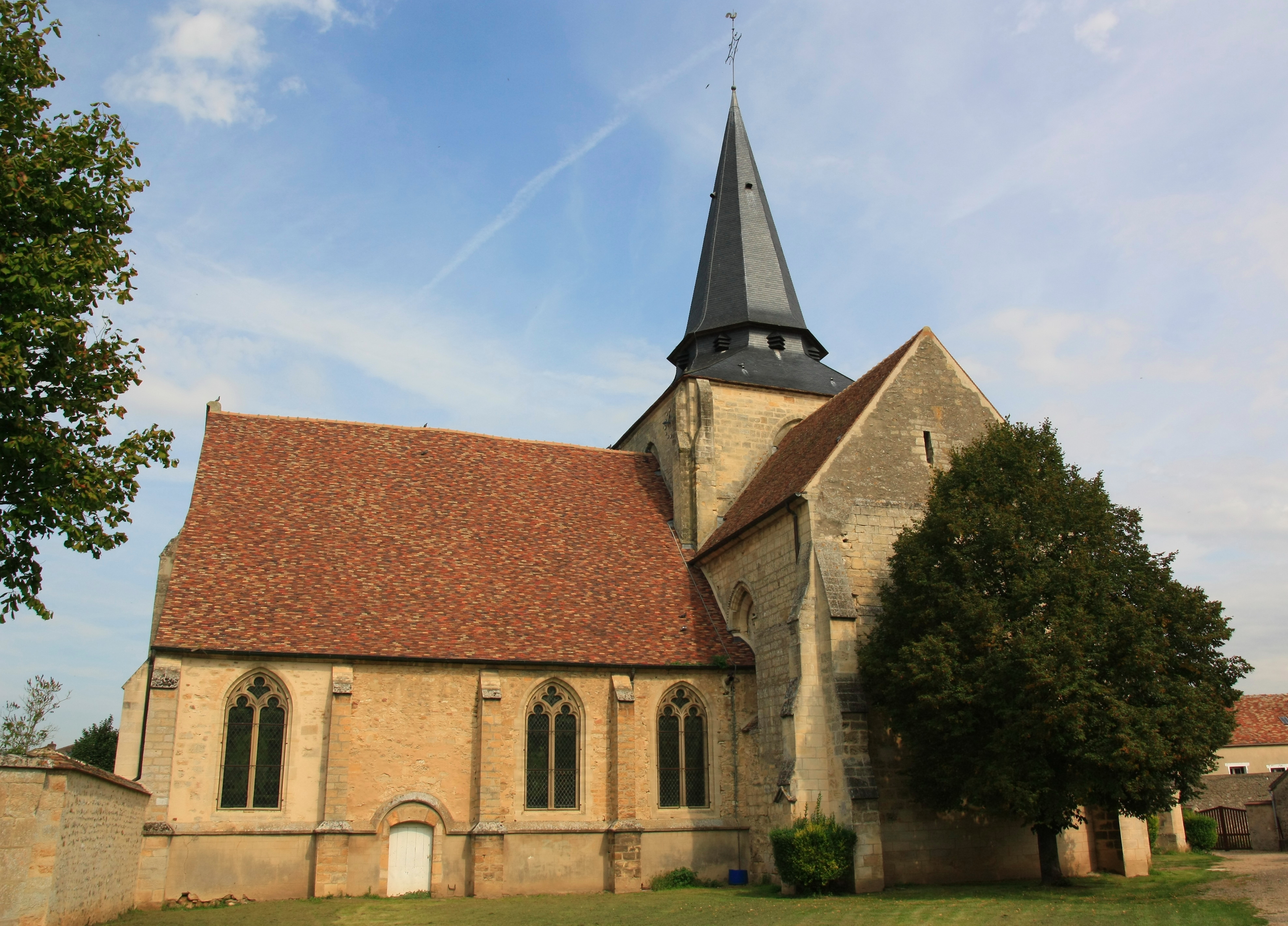
Kirche Saint-Lucien
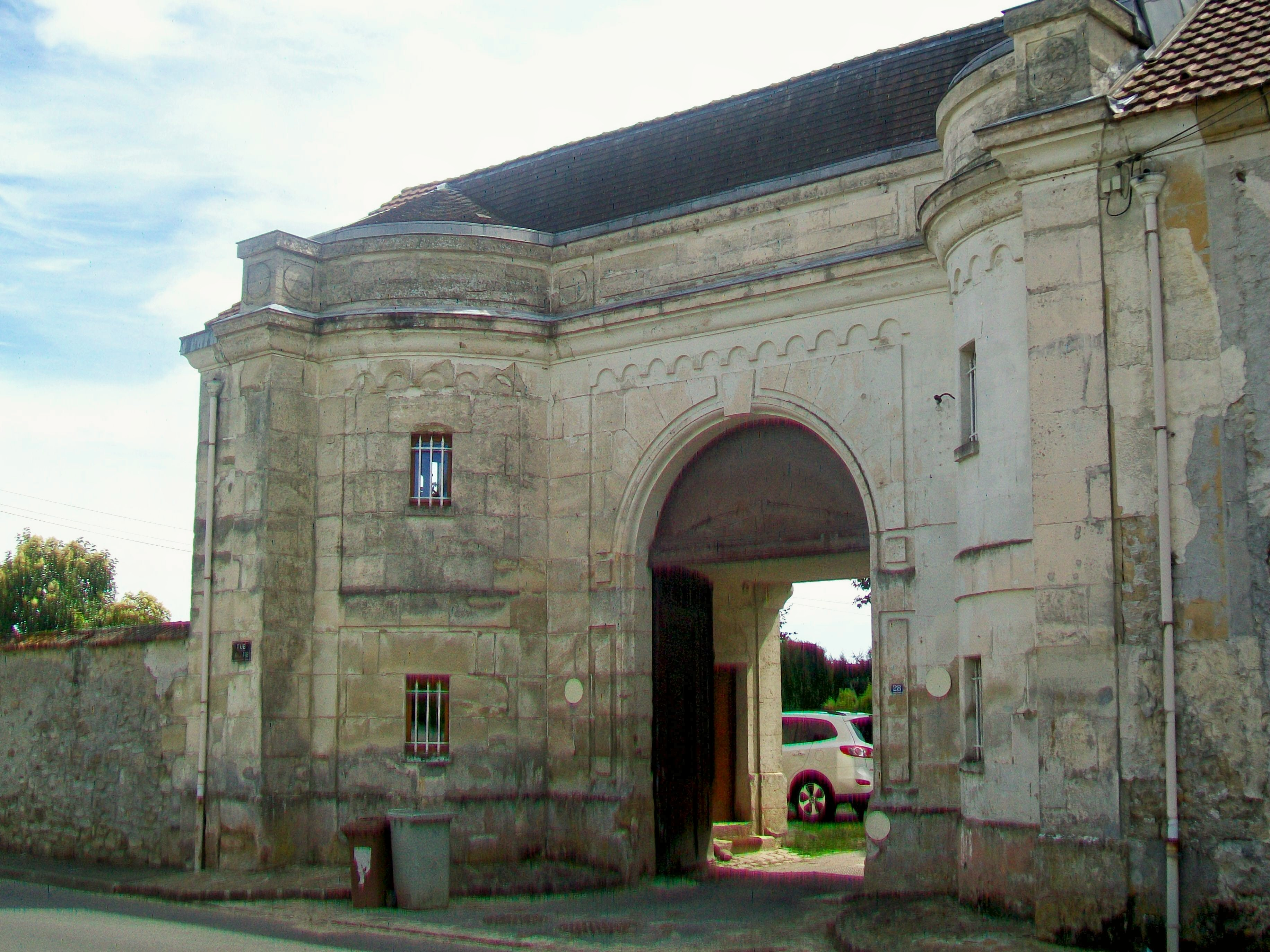
Portal zur früheren Schlossanlage
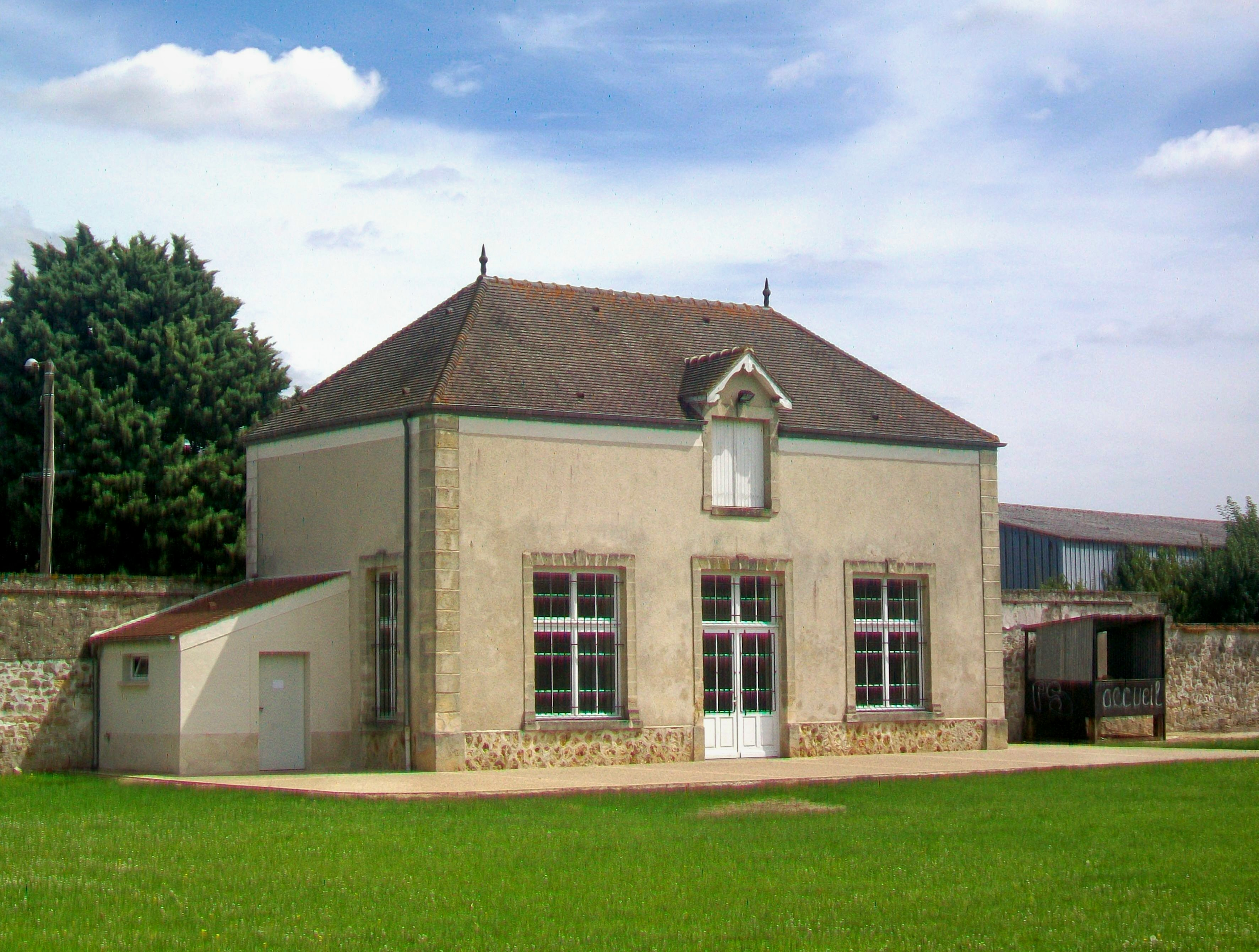
Orangerie

## Persönlichkeiten
- Joseph Kessel (1898–1979), Journalist und Abenteurer